# Bloch MB 170
Il Bloch MB 170 era un bimotore da ricognizione da ala bassa realizzato dall'azienda francese Société des Avions Marcel Bloch nella seconda metà degli anni trenta e rimasto allo stadio di prototipo.
Sviluppato per rispondere ad una specifica per la fornitura di un nuovo modello di bombardiere-ricognitore da assegnare ai reparti dell'Armée de l'air, l'aeronautica militare francese, divenne capostipite di una serie di velivoli il cui epigono, l'aerosilurante MB 175T, rimase operativo fino al 1960 in compiti di prima linea da parte della Marine Nationale.
L'MB 174, la versione maggiormente prodotta, benché dotata di migliori prestazioni del pari ruolo Potez 63 e considerata uno dei migliori bombardieri francesi dell'epoca, soffrì di una serie di problemi legati all'affidabilità dei motori e dalla scarsa disponibilità di parti di ricambio che vanificò, anche per la sua tarda entrata in servizio, il suo potenziale bellico.

## Storia
L'azienda aeronautica fondata da Marcel Bloch era una delle più importanti realtà francesi del settore durante il periodo tra le due guerre mondiali, con numerosi progetti in quasi tutte le categorie, dai caccia ai quadrimotori pesanti.
Dopo l'avvio alla produzione in serie dei caccia MB 131, che si rivelarono operativamente inferiori al compito di arginare i pari ruolo impiegati dalla Luftwaffe durante l'invasione della Francia, l'esigenza di progettare velivoli molto più prestanti e moderni venne trovata ineluttabile, anche per la concorrenza delle altre fin troppo numerose industrie francesi (particolarmente la Breguet).
Nel 1936 il Ministère de l'Air, il ministero deputato alla gestione e sviluppo dell'aviazione francese, diede inizio ad un programma di ammodernamento del proprio potenziale aeronautico che comprendeva tra le altre una specifica per la fornitura di un nuovo modello multiruolo e pluriposto da destinare a missioni di bombardamento aereo e ricognizione. Per rispondere a questa esigenza, dopo un'estesa indagine sulle nuove configurazioni che si potevano realizzare grazie alle nuove tecnologie motoristiche disponibili e grazie alle esperienze accumulate con le strutture metalliche moderne, il progetto ideato dal gruppo di lavoro diretto da Henri Deplante venne completato tra quello stesso anno ed il 1937.

### Sviluppo
Venne disegnato un apparecchio molto moderno ed efficace, che però iniziò le prove in volo solo nel 1938, un po' troppo tardi per i tempi concessi da una crisi politica praticamente irreversibile.

### Tecnica
L'MB.170 era il capostipite della famiglia di una serie di macchine, come sempre nello stile francese pensate per un potenziale di crescita considerevole a seconda anche delle tecnologie motoristiche che via via si sarebbero rese disponibili, nonché dei ruoli da ricoprire.
Era nella sua struttura basica un bimotore molto snello e dalle linee belle ed armoniose, con doppio piano di coda verticale, carrello d'atterraggio retrattile (eccetto, curiosamente, il ruotino di coda) ed un ampio abitacolo. Le ali, in posizione bassa, erano molto allungate, con il bordo d'entrata a freccia molto accentuata mentre gli  ipersostentatori e alettoni erano su quasi tutto il bordo d'uscita, assai più diritto.
Il Bloch MB.174 era l'unica macchina che fece in tempo ad entrare in servizio operativo prima del collasso francese, e il suo ruolo era quello di ricognitore armato. Il muso, dove era sistemato l'osservatore-navigatore, aveva un'ampia vetratura, come anche l'abitacolo dove in tandem erano situati gli altri due membri dell'equipaggio.
In termini di armamento, l'aereo aveva un paio di mitragliatrici MAC 1934 fisse sulle ali; un'altra coppia era invece brandeggiabile dall'abitacolo da parte del mitragliere, ed infine ulteriori tre erano sistemate (in modo discutibile) rivolte all'indietro e fisse. Le bombe erano in genere 8 da 50 chili, sistemate in una stiva interna, mentre sotto le ali erano disponibili ulteriori agganci per bombe leggere o illuminanti. Naturalmente presenti le apparecchiature da ricognizione, sistemate nel muso con macchine fotografiche di vario modello, intercambiabili a seconda delle necessità.
Il meglio di sé l'aereo lo dava comunque nelle prestazioni di volo. Aveva una straordinaria velocità (529 km/h a 5.200 metri) pur non essendo particolarmente leggero, e questo era dovuto anche al fatto di disporre dello stesso apparato propulsivo del Lioré-et-Olivier LeO 451, pur pesando poco oltre la metà, oltre che per l'aerodinamica decisamente molto ben curata.
L'autonomia, grazie anche alla velocità di crociera di 400 km/h, era di tutto rispetto, superando i 1.400 km persino a pieno carico di bombe; ma a parte questo risultarono ottime anche le altre prestazioni, come la salita a 8.000 metri in appena 11 minuti, degna di un North American P-51 Mustang, e la quota di tangenza, ben 11.000 metri, che lo rendeva praticamente imprendibile. Inoltre, anche la maneggevolezza era molto buona per una macchina bimotore, grazie all'assenza di vizi di volo e all'armonizzazione ben riuscita dei comandi.

### Impiego operativo
La macchina base, il ricognitore Bloch 174, entrò in servizio solo nel marzo 1940, molto rapidamente se si considera che il decollo del modello specifico era avvenuto solo l'anno prima, ed in tempo per poter partecipare fin dall'inizio della campagna di Francia. Tra le prime missioni operative si ricorda quella effettuata dal capitano Antoine de Saint-Exupéry, famoso per la sua professione di scrittore ed autore del famoso romanzo Il Piccolo Principe. Inizialmente, benché le missioni riuscirono ad essere completate con successo, a causa del limitato carico bellico queste ebbero uno scarso impatto nelle operazioni condotte contro le forze di invasione della Wehrmacht.
Questo ricognitore armato fu costruito in una serie di appena 50 esemplari e all'inizio venne usato per missioni di ricognizione strategica e osservazione aerea. Le esperienze di combattimento vennero presto valutate come eccellenti, con una velocità elevata quanto lo era del resto la percentuale di sopravvivenza in missione. Mentre il grosso delle unità francesi era equipaggiata con macchine ormai inadeguate al confronto con la Luftwaffe e la contraerea dell'esercito tedesco, i Bloch disponibili all'inizio dell'offensiva erano solo una dozzina, per lo più dati alla squadriglia II/33. Le macchine vennero usate con grande intensità e coraggio dai loro equipaggi, e addirittura operarono come bombardieri adattati all'impiego di bombe da 500 chili.

## Versioni
Nel frattempo lo sviluppo della macchina base venne orientato nel ruolo di bombardiere tattico. Il Bloch MB.175 venne reso capace di trasportare ben 600 chili di bombe, come per esempio tre da 200. Il Bloch MB.176  venne progettato parallelamente per usare i motori Pratt & Whitney di fornitura statunitense per aumentare la produzione delle fabbriche francesi. I Bloch 175/176 vennero costruiti in ritardo per le ormai compromesse fortune francesi, e solo un paio di dozzine vennero completate prima dell'armistizio del 25 giugno. Le linee produttive avevano però già le potenzialità adeguate per le esigenze, se è vero che circa 200 macchine erano in vari stadi di assemblaggio. Queste vennero poi completate, almeno in un certo numero, ed usate in Nord Africa contro gli Alleati durante l'operazione Torch.
Nel dopoguerra, alcune decine di macchine vennero rimesse in produzione, stavolta nella versione T,in cui gli equipaggiamenti vennero aggiornati ed ottimizzati per la guerra sul mare. L'aereo poteva trasportare un siluro sotto la fusoliera, tre cannoni Hispano-Suiza da 20 mm nel muso "solido" e 8 razzi sotto le ali. Era molto simile al Bristol Beaufighter inglese e questo potente apparecchio d'attacco venne usato in compiti di prima linea a dimostrazione della sua validità, restando in servizio per diversi anni.